# Spermacoce erosa
Spermacoce erosa är en måreväxtart som beskrevs av Harwood. Spermacoce erosa ingår i släktet Spermacoce och familjen måreväxter. Inga underarter finns listade i Catalogue of Life.